# شکل آب
شکلِ آب (انگلیسی: The Shape of Water) فیلمی آمریکایی در ژانر فانتزی تاریک و رمانتیک به کارگردانی گی‌یرمو دل تورو است که در سال ۲۰۱۷ اکران شد. فیلم‌نامه این فیلم توسط خود دل تورو و ونسا تیلور به رشته تحریر درآمده‌است. از جمله بازیگران فیلم می‌توان به سالی هاوکینز، مایکل شنون، ریچارد جنکینز، داگ جونز، مایکل استولبارگ و اکتاویا اسپنسر اشاره کرد. داستان فیلم در سال ۱۹۶۲ و در شهر بالتیمور اتفاق می‌افتد و وقایع زنی لال بنام الیسا را دنبال می‌کند که در آزمایشگاهی دولتی به عنوان نظافتچی کار می‌کند. با ورود موجود دوزیست عجیبی به آزمایشگاه، رابطه‌ای عاشقانه بین الیسا و آن موجود شکل می‌گیرد که این سبب آغاز ماجراهایی پر از خطر برای او می‌شود.
نخستین نمایش شکل آب در طی هفتاد و چهارمین جشنواره فیلم ونیز بود. فیلم مورد تحسین و استقبال منتقدان قرار گرفت و دل تورو در نهایت توانست جایزه شیر طلایی را از آن خود کند.
فیلم همچنین در جشنواره بین‌المللی فیلم تورنتو ۲۰۱۷ نیز اکران شد. شکل آب تحسین گسترده منتقدان و تماشاگران را در پی داشته و منتقدان قلم داستانی، کارگردانی، موسیقی، جلوه‌های ویژه و بازی سالی هاوکینز را ستودند. بسیاری از منتقدان شکل آب را حتی از هزارتوی پن نیز که اکثراً به عنوان بهترین فیلم دل تورو شناخته می‌شود، اثر بهتر و پویا تری دانستند.شکل آب در مجموع ۱۷۳٫۲ میلیون دلار در سراسر جهان فروش کرد در حالی که تنها ۱۹٫۵ میلیون دلار خرج ساختنش شده بود.
شکل آب جدا از تحسین منتقدان، نامزد و برنده جوایزهای متعدد از جشنواره‌ها و مراسم‌های سینمایی شد. بنیاد فیلم آمریکا شکل آب را یکی از ده فیلم برتر سال ۲۰۱۷ دانست.شکل آب در نودمین دوره جوایز اسکار موفق به نامزد شدن در ۱۳ رشته مختلف شد. از جمله: جایزه اسکار بهترین فیلم، جایزه اسکار بهترین بازیگر نقش اول زن برای سالی هاوکینز، جایزه اسکار بهترین کارگردانی و جایزه اسکار بهترین فیلم‌نامه غیراقتباسی برای دل تورو. شکل آب بیشترین نامزدی را در این مراسم داشت و در نهایت موفق شد چهار جایزه اسکار بهترین فیلم، بهترین کارگردانی، بهترین موسیقی متن و بهترین طراحی صحنه را به دست آورد. همچنین این فیلم در هفتاد و پنجمین مراسم گلدن گلوب نامزد پنج جایزه بود که توانست جایزه گلدن گلوب بهترین کارگردانی و جایزه گلدن گلوب بهترین موسیقی را برای الکساندر دسپلا به‌دست آورد. شکل آب در هفتاد و یکمین دوره جوایز فیلم بفتا نیز موفق به نامزدی در ۱۲ رشته از جمله جایزه بفتای بهترین فیلم شد اما در نهایت توانست سه جایزه بهترین کارگردانی، بهترین موسیقی و بهترین طراحی لباس را به‌دست آورد.

## داستان
سال ۱۹۶۲ در شهر بالتیمور، الیسا زن جوانی است که به علت آسیبی که در دوران کودکی از ناحیه گردن دیده، توانایی حرف زدن خود را از دست داده و با زبان اشاره با دیگران ارتباط برقرار می‌کند. الیسا به عنوان نظافتچی در یک آزمایشگاه دولتی و فوق پیشرفته کار می‌کند. الیسا از زندگی خود چندان راضی نیست. او با کسی ارتباط خاصی ندارد و لحظات آرام و صمیمی را تنها با دو نفر تجربه می‌کند:همسایه خود گیلز که پیرمردی هنرمند و همجنس‌گرا است و زلدا که زنی آفریقایی-آمریکایی و همکار او در آزمایشگاه است. با ورود موجود عجیب دو زیستی به آزمایشگاه اوضاع برای الیسا عوض می‌شود. کسی که مسئول تحقیق بر روی این موجود است شخصی بنام سرهنگ ریچارد استریکلند می‌باشد که فردی خشن و جدی است. الیسا در طی حضور متعددش در محل نگهداری موجود که درون مخزن آبی نگهداری می‌شود با او ارتباط برقرار کرده به مرور رابطه‌ای عاشقانه بین این دو شکل می‌گیرد. الیسا که در طی اتفاقاتی متوجه می‌شود سرهنگ قصد کشتن این موجود را دارد تصمیم به فراری دادن او می‌گیرد. تصمیمی که جان خودش و عزیزانش را با خطر بزرگی رو به رو می‌کند…

## بازیگران
- سالی هاوکینز در نقش الیسا اسپوزیتو
- مایکل شنون در نقش سرهنگ ریچارد استریکلند
- ریچارد جنکینز در نقش گیلز
- داگ جونز در نقش موجود دو زیست
- اکتاویا اسپنسر در نقش زلدا. دی. فولر
- مایکل استولبارگ در نقش دیمیتری موسنکف
- لورن لی اسمیت در نقش الین استریکلند
- نیک سیرسی در نقش ژنرال فران هویت
- دیوید هیولت در نقش فلمینگ

## ساخت

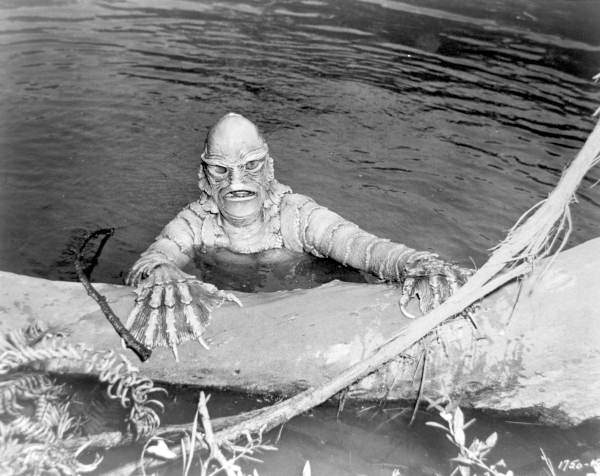
نمایی از شخصیت گیلمن در فیلم موجودی از باتلاق سیاه که دل تورو ایده اصلی شکل آب را از آن الهام گرفته‌است.

ایده اولیه شکل آب اولین بار وقتی به ذهن گیرمو دل تورو رسید که او در سال ۲۰۱۱ در حال صحبت کردن با دنیل کاروس برای ساخت فیلمی فانتزی/عاشقانه بود.دل تورو همچنین هنگام نوشتن فیلم‌نامه از فیلم کوتاهی بنام «فضای بین ما» (محصول سال ۲۰۱۵) و رمان «خانم کالیبان» الهام گرفت. دل تورو همچنین از فیلم موجودی از باتلاق سیاه به عنوان مهم‌ترین منبع الهامش در ساخت فیلم نام برد. دل تورو می‌گوید وقتی این فیلم را در زمان بچگی دیده تصویر موجودی که از آب بیرون می‌آید از ذهنش خارج نشده‌است. در اصل ایده اولیه دل تورو این بود که فیلم موجودی از باتلاق سیاه را به شیوه خودش بازسازی کند و فیلمی بسازد که از نگاه هیولا وقایع را نشان بدهد اما این تصمیم با مخالفت استودیو رو به رو شد.
دل تورو کمی در ایده‌هایش تجدید نظر و فیلم‌نامه را بازنویسی کرد. او وقایع داستان را از زمان حال به سال ۱۹۶۲ و دوران جنگ سرد برد زیرا به نظرش بیننده اینگونه بهتر با داستان کنار می‌آمد. دل تورو در این باره می‌گوید: «این از آن داستان‌های جن و پری است که اگر به مخاطب بگویی در دهه ۶۰ اتفاق افتاده او کمی با گارد باز تر به تماشای فیلم می‌نشیند و بیشتر به داستان و شخصیت‌ها توجه می‌کند و این چیزی است که من دنبالش بودم. من می‌خواستم تماشاگر به جای اینکه به این فکر کند که این‌جای فیلم با عقل جور در نمی‌آید به شخصیت‌ها توجه کند.»
فیلمبرداری از تاریخ ۱۵ اوت ۲۰۱۶ در همیلتون، انتاریو شروع شد و در تاریخ ۶ نوامبر ۲۰۱۶ نیز به پایانرسید.
دل تورو شکل آب را اثر ویژه و شخصی خود می‌داند. او در گفتگویی با ایندی‌وایر در این باره گفته‌است: «این فیلم برای من یک فیلم حال خوب کن است. من ۹ فیلم ساختم و در همه آن‌ها ترس‌ها و رویاهای کودکی ام را به تصویر کشیدم اما این اولین بار است که من در فیلمم به عنوان یک بزرگسال به داستان نگاه کردم. این فیلم در مورد چیزهایی است که برای من به عنوان یک بزرگسال مهم و حتی نگران‌کننده است. دارم دربارهٔ اعتماد، عشق پنهان، سکس و جایی که قرار است برویم صحبت می‌کنم. این‌ها چیزهایی نیست که من وقتی ۹ یا ۱۰ ساله بودم نگرانشان بوده باشم.»

## موسیقی
الکساندر دسپلا وظیفه ساخت موسیقی فیلم را برعهده گرفت. این اولین همکاری بین دسپلا و دل تورو می‌باشد. موسیقی متن فیلم با استقبال بالایی همراه شد و دسپلا برای ساخت آن جوایز متعددی همچون گلدن گلوب و اسکار دریافت کرد.جدا از موسیقی متنی که دسپلا برای فیلم ساخت، از تعدادی ترانه کلاسیک نیز در فیلم استفاده شد که این ترانه‌ها همراه با موسیقی متن اصلی فیلم در غالب یک آلبوم در تاریخ ۱ دسامبر ۲۰۱۷ در دسترس عموم قرار گرفت.

### قطعه‌ها
همهٔ ترانه‌ها توسط الکساندر دسپلات نوشته شده‌است.
| شماره      | نام                                                       | مدت     |
| ---------- | --------------------------------------------------------- | ------- |
| ۱.         | «شکل آب»                                                  | ۳:۴۲    |
| ۲.         | «تو هرگز نخواهی فهمید» (همراه با رنه فلمینگ)              | ۴:۳۸    |
| ۳.         | «مخلوق»                                                   | ۱:۴۶    |
| ۴.         | «تم الیسا»                                                | ۲:۳۶    |
| ۵.         | «انگشت‌ها»                                                 | ۲:۰۹    |
| ۶.         | «ملاقات جاسوس»                                            | ۱:۴۲    |
| ۷.         | «الیسا و زلدا»                                            | ۱:۱۰    |
| ۸.         | «ژنرال پنج ستاره»                                         | ۱:۳۱    |
| ۹.         | «سکوت عشق»                                                | ۱:۳۵    |
| ۱۰.        | «تخم مرغ»                                                 | ۲:۱۳    |
| ۱۱.        | «این اصلاً خوب نیست»                                       | ۱:۴۳    |
| ۱۲.        | «بوسه زیرآب»                                              | ۲:۱۲    |
| ۱۳.        | «فرار»                                                    | ۱۰:۵۷   |
| ۱۴.        | «تماشای روٍث»                                              | ۲:۱۸    |
| ۱۵.        | «شایستگی»                                                 | ۲:۲۳    |
| ۱۶.        | «اون داره دنبالت میاد»                                    | ۱:۳۹    |
| ۱۷.        | «سرریز عشق»                                               | ۲:۵۶    |
| ۱۸.        | «بدون تو»                                                 | ۲:۳۰    |
| ۱۹.        | «روز بارانی»                                              | ۳:۱۲    |
| ۲۰.        | «شاهدختی بدون صدا»                                        | ۱:۵۰    |
| ۲۱.        | «لا یوآنائیس» (مدلین پرو)                                 | ۴:۱۰    |
| ۲۲.        | «من میدان چرا (بنابراین تو نیز میدانی)» (گلن میلر ارکستر) | ۲:۵۸    |
| ۲۳.        | «چیکاچیکا بوم چیک» (کارمن میراندا)                        | ۲:۱۹    |
| ۲۴.        | «بابلو» (کاترینا والنته و سیلویو فرانچسکو)                | ۲:۵۱    |
| ۲۵.        | «یک محل تابستانی» (اندی ویلیامز)                          | ۲:۳۴    |
| ۲۶.        | «تو هرگز نخواهی فهمید» (رنه فلمینگ)                       | ۶:۴۹    |
| مجموع مدت: | مجموع مدت:                                                | ۱:۱۶:۲۳ |

## بازخورد

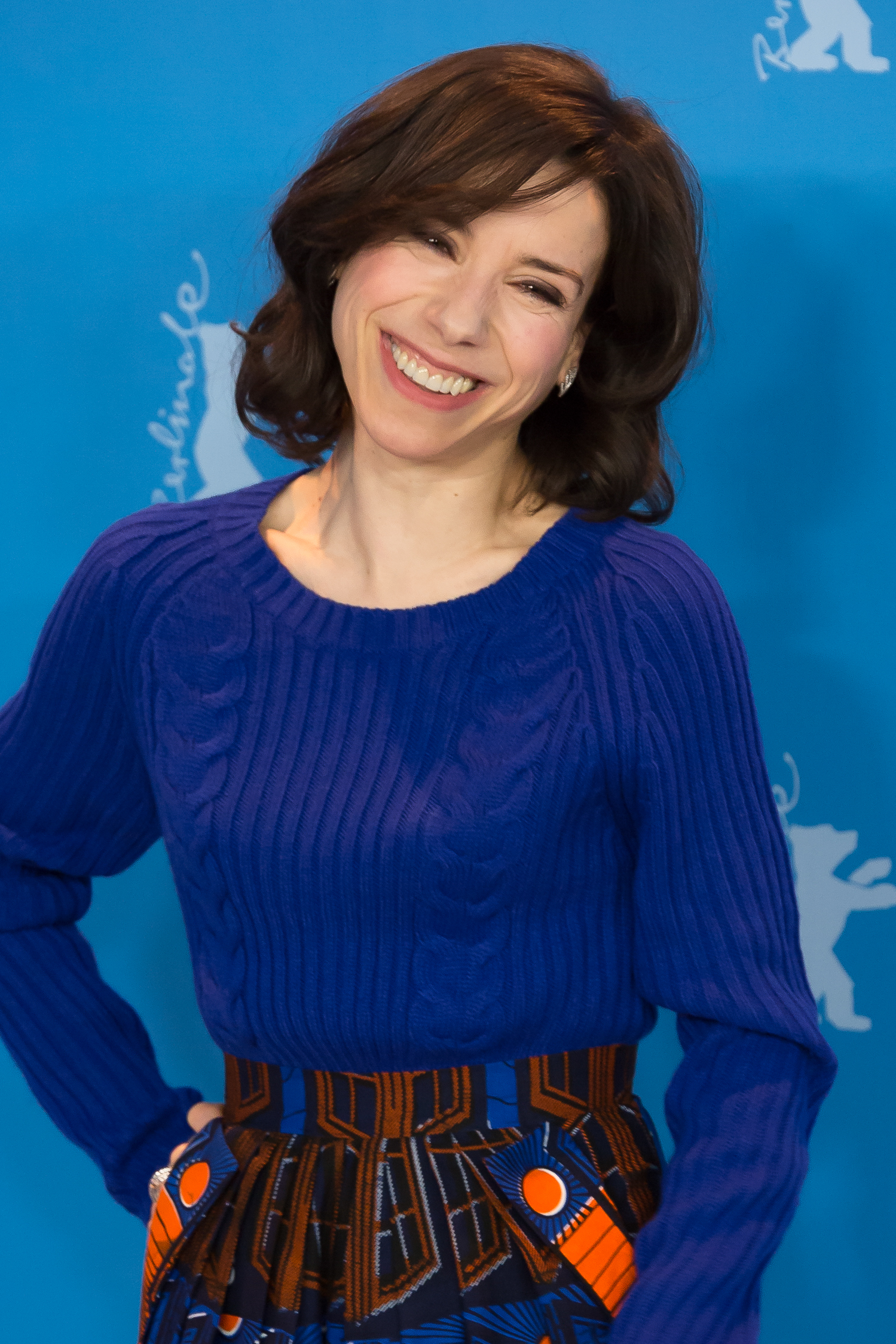
بازی سالی هاوکینز تحسین منتقدان را در پی داشته‌است.

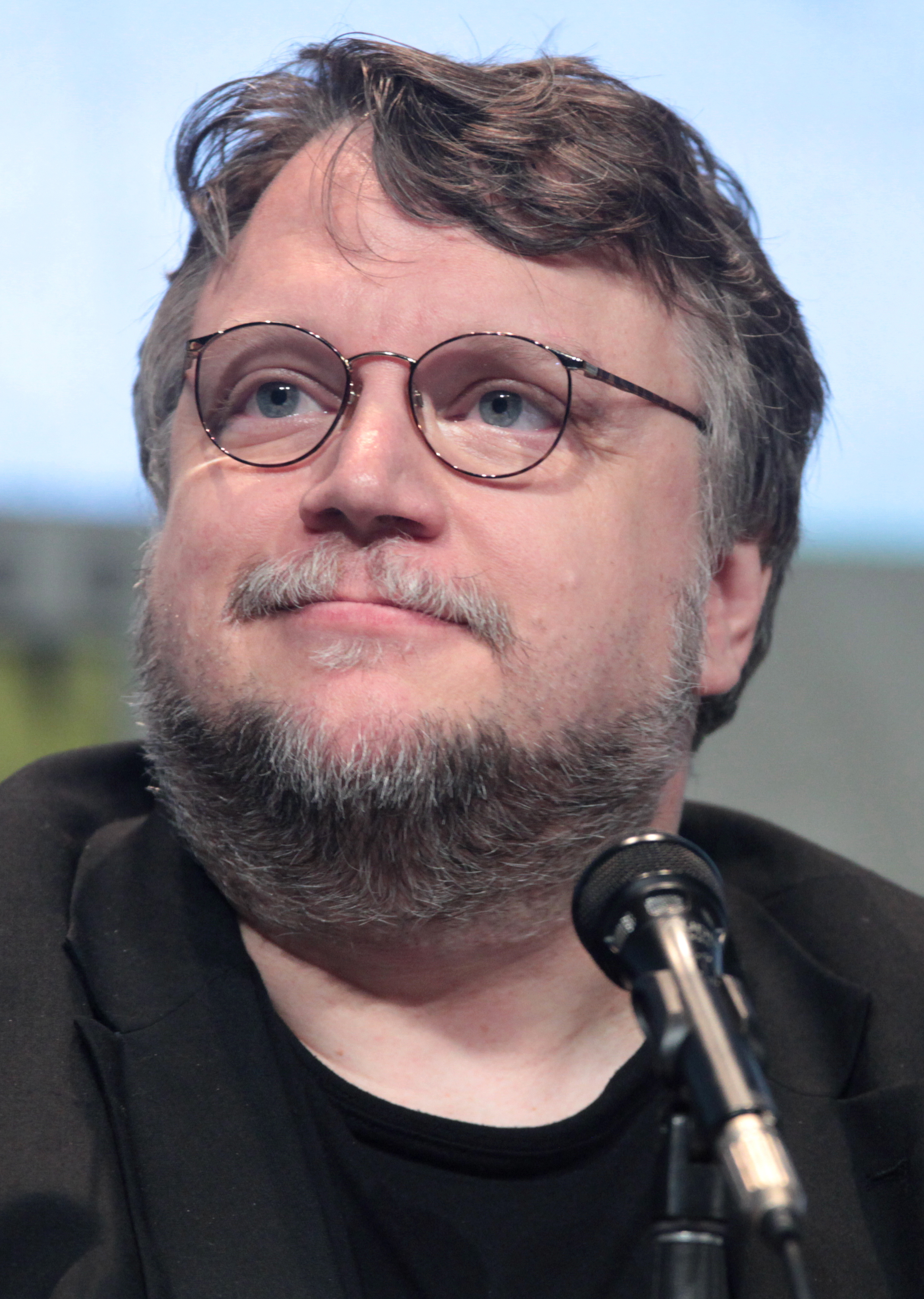
با احتساب نظر منتقدان، شکل آب تحسین شده‌ترین فیلم گیرمو دل تورو تا به امروز است.

شکل آب نقدهای مثبتی دریافت کرد و فروش خوبی را نیز تجربه کرد.

### گیشه
فیلم در طول سه هفته انتشار محدود خود ۴٫۶ میلیون دلار فروخت. شکل آب اکران گسترده خود را از تاریخ ۲۲ دسامبر ۲۰۱۷ همراه با فیلم‌هایی همچون کوچک کردن، آوازخوان حرفه‌ای ۳، پدران جایگزین و تاریک‌ترین لحظات شروع کرد و ۳ میلیون دلار در آخر هفته خود بلیط فروخت.
شکل آب در ۷۲۶ سالن سینما اکران شده بود.فیلم در چها روز آغازین کریسمس ۲۰۱۸، ۴ میلیون دلار دیگر نیز به فروش خود اضافه کرد. تا اواخر مارس ۲۰۱۸، شکل آب ۶۲٫۸ میلیون دلار در آمریکا و کانادا و ۱۱۰٫۵ میلیون دلار نیز در دیگر نقاط دنیا فروش کرد و در نهایت مجموع فروش خود را به ۱۷۳٫۲ میلیون دلار رساند.

### منتقدان
راتن تومیتوز گزارش کرد که ۹۲٪ منتقدان نسبت به شکل آب نظر مثبتی داشته‌اند که این درصد از روی ۲۷۲ نقد به‌دست آمده که در مجموع نمره بسیار خوب ۸٫۴/۱۰ را نصیب فیلم می‌کند. نظر کلی منتقدان راتن تومیتوز می‌گوید: «شکل آب گیرمو دل تورو از لحاظ بصری جزو بهترین هاست به همراه داستانی جذاب و هیجان انگیز و حضور درخشان سالی هاوکینز در نقش اصلی.»در سایت متاکریتیک نیز، فیلم موفق شد نمره ۸۶/۱۰۰ را بگیرد که این میانگین از روی ۵۱ نقد به‌دست آمده‌است که به معنای «تحسین جهانی» است.
بن کرول،منتقد ایندی‌وایر به فیلم امتیاز کامل داد و درباره‌اش نوشت: «شکل آب از زیباترین کارهای دل تورو است. یک اثر قدرتمند احساسی از کسی که در سرگرم کردن تماشاگر و تفریح کردن با داستانهایش استاد است.»پیتر ترورس در رولینگ استون ۳/۵ ستاره از ۴ ستاره داد. او کارگردانی دل تورو و فیلمبرداری فیلم ستود و در بخشی از نقد خود نوشت: «با اینکه فیلم را سراسر شکنجه و عذاب فرا گرفته اما این رابطه عاشقانه غیرمعمول بین دو شخصیت داستانی است که ما را مجذوب فیلم می‌کند. دل تورو خالق این جهان عجیب است و به شخص هیچ ایده‌ای دربارهٔ اینکه او چگونه توانسته چنین دنیایی را خلق کند ندارم.»
هالی بانت در مینه‌سوتا دیلی نظر مثبتی دربارهٔ فیلم داشت و نوشت: «نسبت به بقیه فیلم‌های دل تورو، شکل آب حساسیت کمتری نسب به تعریف داستان خود دارد اما با این حال فیلم ظریف و هیجان انگیز است.» منتقد ریکس رید اما نظر منفی دربارهٔ شکل آب داشت. او تنها ۱ ستاره از ۴ ستاره به فیلم داد و فیلم را خسته‌کننده و تکراری دانست.

## لیست برتر منتقدان
شکل آب از سوی بسیای از منتقدان و مجلات سینمایی در لیست ده فیلم برتر سال ۲۰۱۷ قرار گرفت.
- رتبه:۱ – آنا تامپسون، ایندی‌وایر
- رتبه:۱ – کنت توران، لس‌آنجلس تایمز
- رتبه:۱ – ساشا استون، آوارد دیلی
- رتبه:۱ – درو میک وینی، ترکینگ بورد
- رتبه:۱ – نیکولاس باربر، بی‌بی‌سی
- رتبه:۱ – مایک اسکات، تایم-پیکایونه
- رتبه:۱ – جیمز ورنیر، بوستون هرالد
- رتبه:۱ – بورایس کیت، هالیوود ریپورتر
- رتبه:۱ – مارجری بومگارتن و استیو دیویس، آستین کرونیکل
- رتبه:۱ – جو مورگنسترن، وال‌استریت جورنال
- رتبه:۲ –دیوید رونی، هالیوود ریپورتر
- رتبه:۲ – مارک اوشلن، لس‌آنجلس تایمز
- رتبه:۳ – شری لیدن، هالیوود ریپورتر
- رتبه:۳ – متیو چیکوب، هاف‌پست
- رتبه:۳ – اولیور وینی، اسکرین کراش
- رتبه:۳ – آلونسو دورالد، درپ
- رتبه:۴ – پیت هاموند، ددلاین.کام
- رتبه:۴ – برایان تالیرکو، سایت طرفداران راجر ایبرت
- رتبه:۴ – کریس بامری، جو بلو.دات کام
- رتبه:۵ – مارک ساوولف، آستین کرونیکل
- رتبه:۵ – جیمز براردینلی، ریل ویوز
- رتبه:۵ – کریستوفر اور، آتلانتیک
- رتبه:۵ – گرگوری الوود، ایندی‌وایر
- رتبه:۵ – پیتر هارتلوب، سان‌فرانسیسکو کرونیکل
- رتبه:۶ – کیمبر مایرز، ایندی‌وایر
- رتبه:۶ – پیپل
- رتبه:۶ – کوربن کاربتنر، سی.آر.بی.ان بلاگ
- رتبه:۷ – گاردین
- رتبه:۷ – پیتر دربوگ، ورایتی
- رتبه:۷ – پیتر ترورس، رولینگ استون
- رتبه:۸ – پیتر هاول، تورنتو استار
- رتبه:۹ – استیو اریکسون، سایت طرفداران راجر ایبرت
- رتبه:۹ – استفن ویتی، استار لجر
- رتبه:۹ رایان اولیور، ایندی‌وایر
- رتبه:۱۰ دنی بوز، سایت طرفداران راجر ایبرت
- رتبه:۱۰ پست
- ده فیلم برتر سال (رتبه اعلام نشده) – آی‌جی‌ان
- ده فیلم برتر سال (رتبه اعلام نشده) – تای بور، بوستون گلوب
- ده فیلم برتر سال (رتبه اعلام نشده) – ماریا مک دونالد، سیاتل تایمز
- ده فیلم برتر سال (رتبه اعلام نشده) – واتر آدیگو، سان‌فرانسیسکو کرونیکل
- ده فیلم برتر سال (رتبه اعلام نشده) – کالوین ویلسون، سنت لوئیس پست دیسپش
- بهترین فیلم‌های سال ۲۰۱۷ (رتبه اعلام نشده) – نیوزویک

## جوایز
شکل آب در نودمین دوره جوایز اسکار در ۱۳ رشته نامزد دریافت جایزه اسکار شد و در نهایت توانست ۴ جایزه بهترین طراحی صحنه، بهترین کارگردانی؛ بهترین موسیقی متن و بهترین فیلم را به‌دست آورد. بعد از فیلم ارباب حلقه‌ها: بازگشت پادشاه؛ شکل آب اولین فیلم فانتزی است که بعد از ۱۴ سال توانست برنده جایزه اسکار بهترین فیلم شود.
شکل آب در مراسم‌ها و جشنواره‌های مختلف سینمایی نامزد و برنده چندین جایزه شد که از جمله آن‌ها می‌توان به جایزه گلدن گلوب بهترین کارگردانی و جایزه بفتای بهترین موسیقی متن اشاره کرد.

## اتهام سرقت ادبی و دادخواست
در فوریه ۲۰۱۸، وکیل دارایی پائول زیندل (نمایشنامه‌نویس آمریکایی که در مارس ۲۰۰۳ درگذشت) در دادگاه ناحیه‌ای ایالات متحده آمریکا، از گیرمو دل تورو و دنیل کاروس به عنوان کارگردان و تهیه‌کننده فیلم به اتهام سرقت ادبی شکایت کردند. دلیل اصلی شکایت که دوازده صفحه جزئیات را شامل می‌شد، ادعا می‌کرد که ایده اصلی داستانی، شخصیت‌ها، عناصر و درون مایه داستانی شکل آب از یکی از نمایشنامه‌های زیندل بنام «بگذار زمزمه تو را بشنوم» کپی شده‌است. زیندل این نمایشنامه را در سال ۱۹۶۹ نوشت و داستان آن دربارهٔ زنی بود که در آزمایشگاه به عنوان نظافتچی کار می‌کند و سعی می‌کند یک دلفین را که بر روی آن آزمایش‌های غیرانسانی انجام می‌شود را از آزمایشگاه فراری دهد. در شکایت جزئیات زیادی مطرح شده‌است که ادعا می‌کند شکل آب یک «سرقت ادبی واضح» است.
گیرمو دل تورو بعد از آگاهی از این اتفاق، اتهام سرقت ادبی را به شدت رد کرد و گفت: «من هرگز این نمایشنامه را نخوانده یا نمایش آن را ندیده‌ام. پیش از ساخت شکل آب یا حتی هنگام ساخت نیز حتی یک نفر در مورد این نمایشنامه به من چیزی نگفت و من اطلاعی از آن نداشتم.»
کمپانی سازنده فیلم، یعنی فاکس سرچ‌لایت نیز همچون دل تورو این اتهام را رد کرد و آن را یک «کمپین ننگین» برای ضربه زدن به موفقیت فیلم دانست. در اعلامیه ای که فاکس سرچ‌لایت منتشر کرد، می‌خوانیم: «مطرح شدن این اتهام آن هم در زمان رای‌گیری آکادمی برای مراسم اسکار فقط یه اقدام شیطنت آمیز است تا به فیلم و شرکت ما آسیب بزند. ما قطعاً در این مورد از خودمان دفاع می‌کنیم و خیلی واضح اعلام می‌کنیم که فیلمی اصیل ساخته‌ایم.»